# Shivaphis hangzhouensis
Shivaphis hangzhouensis är en insektsart. Shivaphis hangzhouensis ingår i släktet Shivaphis och familjen långrörsbladlöss. Inga underarter finns listade i Catalogue of Life.